# Grace Ellison
Grace Mary Ellison, morte à Berlin le 3 octobre 1935, est une journaliste britannique, spécialiste de la Turquie, et fondatrice du Corps d'infirmières du drapeau français (French Flag Nursing Corps, FFNC) pendant la Première Guerre mondiale.

## Biographie
Originaire d'Écosse, elle est la fille du capitaine John Ellison. Elle doit aux histoires de navigation de son père vers l'Inde l'inspiration de sa vie de voyageuse. Elle fait ses études en Angleterre à la Rochester Girls' Grammar School, en France, et à l'Université de Halle.
Elle se lie d'amitié avec les sœurs turques Hadjidjé Zennour et Nouryé Neyr-el-Nissa, en 1905. Sous leurs pseudonymes, elle co-écrit avec elles et édite en anglais A Turkish Woman's European Impressions (1913), un mémoire de Zeyneb Hanoum, et Abdul Hamid's Daughter (1913), un roman de Melek Hanoum. Lors d'un voyage en Turquie en 1908-1909 et 1912-1913, elle rédige des articles pour The Daily Telegraph. Elle plaide pour que les étudiantes aient accès aux cours universitaires à Constantinople. Elle reçoit l'Ordre de la Charité (Şefkat Nişanı) pour son action en faveur des femmes en Turquie. Elle rend compte de la deuxième conférence de La Haye (1907) et est reporter continentale pour le magazine britannique Bystander (en).
En 1914, bien qu'elle ne soit pas elle-même infirmière, Grace Ellison travaille avec l'infirmière Ethel Gordon Fenwick (en) pour créer le French Flag Nursing Corps, une structure qui coordonne le travail d'infirmières expérimentées de l'Empire britannique (dont le Canada, l'Australie et la Nouvelle-Zélande) avec le corps médical français pendant la Seconde Guerre mondiale, structure qui deviendra un programme de la Croix-Rouge française.
Elle tombe gravement malade en 1917 et met des mois à se rétablir dans un hôpital de Bordeaux.
Après la guerre, elle donne des conférences aux États-Unis pour le compte du ministère français de la Guerre, jumelant des infirmières françaises aux écoles d'infirmières américaines et élargissant leurs possibilités de formation à domicile.

« Je suis convaincue que le facteur le plus important de la reconstruction sociale aujourd'hui est l'infirmière qualifiée [...] Aucun travail de protection de l'enfance ne peut se faire sans infirmières formées, et tout l'avenir de la France dépend de ce qui est fait pour ses enfants. »

En 1922, elle retourne en Turquie pour couvrir la guerre d'indépendance turque ; en 1927, elle revient à Ankara pour un reportage sur la ville en pleine mutation.

## Monographies
- An Englishwoman in a Turkish Harem (1915)
- An Englishwoman in the French Firing Line (1915)
- An Englishwoman in Occupied Germany (1920)
- An Englishwoman in Angora (1923),
- The Disadvantages of Being a Woman (1924)
- Turkey To-day (1928)
- Yugoslavia: A New Country and its People (1933)

Elle a également travaillé sur trois projets biographiques : les mémoires de Nicolas de Grèce (1923), une biographie de Mustafa Kemal Atatürk (1930) et The Authorized Life Story of Princess Marina (1934).
Elle meurt en octobre 1935 à Berlin.